# All the Right Moves
All the Right Moves es una película de 1983 dirigida por Michael Chapman y protagonizada por Tom Cruise, Craig T. Nelson, Lea Thompson, Chris Penn y Gary Graham. Fue filmada en Johnstown, Pensilvania, y Pittsburgh.

## Sinopsis
Un futbolista de secundaria se desespera por una beca.

## Trama
En medio de la recesión económica de principios de los ochenta, la ciudad de Ampipe en Cambria County, Pensilvania, no ofrece otras perspectivas para un tipo que se conforme con un modesto trabajo como obrero en la industria que sostiene toda la economía local, la fábrica de American Pipe & Steel, con el riesgo de reducción drástica, o ir a otro lugar en busca de mejor fortuna.
Stephen "Stef" Djordjevic, back defensivo de los Dogos la escuela secundaria de Ampipe del año pasado, aspira a alcanzar gracias a su talento en una beca de fútbol para asistir a una buena universidad y convertirse en ingeniero. La familia de Esteban es decente, pero no hay grandes posibilidades económicas: su madre se fue, mientras que su padre y su hermano trabajan duro como jornaleros en el acero. La novia de Stephen , Lisa, saxofonista en la banda de la escuela, lo apoya fielmente en sus intenciones, aunque sabe que probablemente significará el fin de su relación, ya que gracias al fútbol va a desaparecer, pero ella permanece bloqueada allí sin que se pueda disfrutar de una ayuda financiera similar para continuar sus estudios y dedicarse a la música. Incluso el entrenador de los Bulldogs, Vern Nickerson, aspira a dejar Ampipe para ocupar un puesto en una universidad en California para obtener la luz en los ojos de los observadores Universitarios, anima a sus jugadores a hacer lo mejor posible y les obliga a ejercitarse extenuantemente.
Al final de un partido crucial contra el eterno rival, los Caballeros de la cercana ciudad de Walnut Heights, pierden en unos pocos segundos del final, en los que Stef ha demostrado su calidad, pero también comete un grave error, y otro mucho más grave cuando de manera implícita, en el calor del momento, no acepta las duras acusaciones y el entrenador defiende su evidencia y la de sus compañeros, incluso reprochando en Nickerson responsabilidad por la derrota. El entrenador entonces castiga con la expulsión tal insubordinación de Stef del equipo. Y esa noche Stef empeora la situación al participar a regañadientes y después de beber un poco demás, en una redada contra el vandalismo de los aficionados decepcionados de la cochera.
Consciente de la gravedad de lo sucedido, Stef intenta disculparse a Nickerson, que todavía no está dispuesto a perdonar ni su mal comportamiento ni la ofensa a su hogar y su familia. Fuera de la plaza, sin poder mostrar con los observadores de la universidad, lo que ciertamente no es recomendado por el entrenador hostil a él, el muchacho ve a continuación, desaparecer todos sus planes para el futuro y se materializa en vez la odiada la idea de tener que junto a su padre y hermano trabajar en la fábrica. Entre sus amigos y excompañeros, a algunos como Shadow es elegido por su universidad favorita, la gente como Brian renuncia sin drama ya que obtuvo una beca para casarse con su novia que quedó embarazada, y que como Vinnie, encontrando en las mismas condiciones que Stef, llega a cometer un robo y terminó en la cárcel.
Al final Nickerson, una vez que consiguió el trabajo en California, gracias a la intercesión de su esposa (que Lisa había vuelto en secreto a explicar la situación y pedirle que le ayudara a su novio) se muestra magnánimo con Stef: admite que estaban equivocados y no le culpan, y le ofreció una beca para asistir a la universidad donde va a ir a entrenar, y el chico no puede menos que acoger con el mayor entusiasmo esta nueva oportunidad inesperada.

## Elenco
- Tom Cruise - Stefen "Stef" Djordjevic
- Craig T. Nelson - Nickerson
- Lea Thompson - Lisa Lietzke[2]
- Charles Cioffi - Pop
- Gary Graham - Greg
- Paul Carafotes - Salvucci
- Chris Penn - Brian
- Sandy Faison - Suzie
- James A. Baffico - Bosko
- Mel Winkler - Jess Covington
- Walter Briggs - Rifleman
- George Betor - Tank
- Leon - Shadow
- Terry O'Quinn - Freeman Smith